# Katyryk
Katyryk (ros. Катырык) – osiedle w Rosji, w Kraju Krasnojarskim, w tajmyrskim rejonie dołgano-nienieckim. W 2021 liczyło 203 mieszkańców, głównie Dołganów.